# Cesar Odžin
Cesar Odžin (応神天皇, "Odžin-tenno"), znan tudi kot Homutavake ali Hondavake (誉田別) je bil 15. japonski cesar v skladu s tradicionalnim nasledstvom. Njegovem življenju ne moremo pripisati nobenih trdnih datumov, a tradicionalno velja, da je vladal od 270 do 310.

## Legenda
Odžina vidijo zgodovinarji kot »legendarnega cesarja« iz 5. stoletja Vladavina 29. cesarja Kinmeja je prva, ki ji pripisujejo točne in preverljive datume. Konvencionalno sprejeti datumi izhajajo iz časa cesarja Kanmuja, 50. cesarja dinastije Jamato.
Ime Odžin-tenno mu je bil dodeljeno po smrti. Naj bi bil tudi eden prvih »zgodovinskih cesarjev«.
Po Kodžikiju in Nihon Šokiju je bil sin cesarja Čuaja in njegove družice, cesarice Džingu. Kej je Čuaj umrl pred njegovim rojstvo, je postala de facto vladarica. Zgodovinska knjiga iz 8. stoletja pravi, da je bil spočet, a nerojen ob smrti cesarja. Cesarica se je nato tri leta bojevala za ozemlja v obljubljeni deželi (verjetno Koreja, a je zgodba večinoma ovržena), ob vrnitvi pa po treh letih rodila sina.
Bodisi je obdobje treh let pomenilo obdobje treh žetvenih sezon (devet mesecev) ali pa je očetovanje cesarja Odžina samo mit. Rojen je bil tradicionalno leta 200, bolj verjetno pa šele pozno v 4. stoletju v provinci Čikugo ob vrnitvi cesarice Džingu z invazije, z imenom Hondavake. Pri štirih letih je postal kronski princ, kronan pa šele pri 70 letih. Njegova vladavina je trajala 40 let do leta 310. Živel naj bi v dveh palača na območju današnje Osake.
Tradicionalno naj bi bil oče cesarja Nintokuja, ki ga je po smrti nasledil. Posvečen je bil v Hačiman Dajmjodžina, zavetnika bojevnikov. Klan Hata ga ima za svojega kami zaščitnika.
Dejansko mesto njegovega groba ostaja neznanka. Tradicionalno ga častijo v spominskem misasagiju v Osaki. Ima tudi cesarsko posvečeni mavzolej z imenom Eega no Mofuši no oka no misasagi.

## Družice in otroci
Cesarica: Nakacuhime (仲姫命), hči Homudamavaka (品陀真若王)
- Princesa Arata (荒田皇女)
- Princ Oosazaki (大鷦鷯尊), cesar Nintoku
- Princ Netori (根鳥皇子), prednik Ota no Kimi (大田君)

Takakiirihime (高城入姫命), starejša sestra Nakacuhime
- Princ Nukata no Onakacuhiko (額田大中彦皇子)
- Princ Ojamamori (大山守皇子), prednia Hidžikata no Kimi (土形君) in Haibara no Kimi(榛原君)
- Princ Izanomavaka (去来真稚皇子), prednik Fukakavavake (深河別)
- Princesa Ohara (大原皇女)
- Princesa Komukuta (澇来田皇女)

Otohime (弟姫命), mlajša sestra Nakacuhime
- Princesa Ahe (阿倍皇女)
- Princesa Avadži no Mihara (淡路御原皇女), žena Netorija
- Princesa ban Ki no Uno (紀之菟野皇女)
- Princesa Šigehara (滋原皇女)
- Princesa Mino no Iracume (三野郎女)

Mijanušijakahime (宮主宅媛), hči Vani no Hifure no Omi (和弭日触使主)
- Princ Udži no Vakiiracuko (菟道稚郎子皇子), prestolonaslednik
- Princesa Jata (矢田皇女), žena cesarja Nintokuja
- Princesa Metori (雌鳥皇女)

Onabehime (小甂媛), mlajša sestra Mijanušijakahime
- Princesa Udži no Vakiiracuhime (菟道稚郎女皇女), žena cesarja Nintokuja

Okinaga mavakanakacuhime (息長真若中比売), hči Kavamatanakacuhiko (河派仲彦)
- Princ Vakanuke no futamata (稚野毛二派皇子), prednik klana Okinaga (息長君) praded cesarja Kejtaja

Itohime (糸媛), hči Sakuraitabe no Muradži Šimatarine (桜井田部連島垂根)
- Princ Hajabusavake (隼総別皇子)

Himuka no Izumi no nagahime (日向泉長媛)
- Princ Ohae (大葉枝皇子)
- Princesa Hatabi no Vakairacume (幡日之若郎女), žena cesarja Ričuja

Kagurohime (迦具漏比売), hči Sumeiro Ōnakahiko (須売伊呂大中日子王女)
- Princesa Kavarata no iracume (川原田郎女)
- Princesa Tama no iracume (玉郎女)
- Princ Katadži (迦多遅王)

Kacuragi no Irome (葛城野伊呂売), hči Takenouči no Sukuneja ?
- Princ Izanomavaka ? (伊奢能麻和迦王)

Ehime (兄媛), mlajša sestra Kibi no Mimotovake (吉備御友別)